# Xenop estriat
El xenop estriat (Xenops rutilans) és una espècie d'ocell de la família dels furnàrids (Furnariidae).
Viu a la selva humida, localment a muntanyes des del centre i sud de Costa Rica, oest i est de Panamà, oest i nord de Colòmbia, oest i nord de Veneçuela, Trinitat i Guaiana, cap al sud, a través de l'oest de l'Equador, nord-oes i est del Perú, Bolívia i Brasil fins l'est del Paraguai i nord-oest i nord-est de l'Argentina.